# TCB Televisión
TCB Televisión (Televisión Comarcal del Besaya) fue la cadena de televisión nacida de Tú Televisión y Vegavisión, dentro de la corporación Vegavisión, S. A., en Torrelavega y emitiendo para otras comarcas de Cantabria (España). TCB tiene sus estudios en la misma localización que las anteriores emisoras, cerca de las calles Jose Posada Herrera y Pancho Cossío.
Comenzó sus emisiones a finales de 2009, cubriendo casi el 50% del territorio cántabro. Este canal es el sucesor del desaparecido Tú Televisión y del también extinto Vegavisión. Es propiedad de OcioBesaya (empresa propietaria de OcioBesaya Audiovisuales y de la productora OcioFilms). Tiene una gran parte de su programación propia.
Está asociada con la red de cadenas de televisión provinciales y locales de España Popular TV para emitir programación nacional de España de esta red de televisiones. Popular TV está vinculada a la conferencia Episcopal de la Iglesia Católica (cuyos accionistas son la Conferencia Episcopal Española, el 50%, las diócesis, con un 20% y órdenes religiosas como jesuitas y dominicos).

## En la actualidad
A través de las frecuencias locales de TDT de VegaVision, Tú Televisión, Aquí TV, Cantabria TV y TCB televisión emite el canal de televisión Cantabria 7 Televisión en la actualidad.
A través de las frecuencias de Aquí FM en FM y TDT emite en la actualidad COPE Cantabria.

## Programación Cantabria 7 Televisión en la actualidad
- Lunes a Viernes
  - Todos los días a las 6:00 a 7:05 repetición del día inmediatamente anterior emitido de 20:00 a 20:30 Telediario autonómico de Cantabria y 20:30 a 21:05 Trece noticias noche. Repaso de las noticias más destacadas de la jornada.
  - 10:55 a 11:00 Palabra de vida. Programa en el que el padre Jesús Higueras de la parroquia de Ntra. Sra. de Caná de Pozuelo de Alarcón realiza el comentario del Evangelio. Posteriormente, el padre cuelga en la web de la cadena las oraciones de toda la semana para sus fieles.
  - 11:00 a 11:35 Santa Misa. Retransmisión de la Santa Misa.
  - 14:00 a 14:30 Telediario autonómico de Cantabria
  - 14:30 a 14:55 Trece Noticias mediodía. Repaso de las noticias más destacadas de la jornada.
  - 14:55 a 15:00 El Tiempo en Trece. Informativo con la previsión meteorológica del país presentado por Marta de Pedro.
  - 15:00 a 15:45 Grandes documentales de todo tipo.
  - 15:50 a 19:00 Ni que fuéramos Shhh. María Patiño, Belén Esteban, Chelo García-Cortés, Kiko Hernández, Kiko Matamoros, Lydia Lozano y Víctor Sandoval comentan la actualidad del mundo del corazón, de la televisión y de los rostros populares del país.
  - 19:00 a 20:00 Ni que fuéramos Shhh: la Happy Hour. María Patiño, Belén Esteban, Chelo García-Cortés, Kiko Hernández, Kiko Matamoros, Lydia Lozano y Víctor Sandoval comentan la actualidad del mundo del corazón, de la televisión y de los rostros populares del país.
  - 20:00 a 20:30 Telediario autonómico de Cantabria
  - 20:30 a 21:05 Trece noticias noche. Repaso de las noticias más destacadas de la jornada.
  - 21:05 a 22:00 TRECE al día. José Luis Pérez e Inma Mansilla repasan las noticias más destacadas de la jornada. El espacio incorpora dos nuevos bloques. Fuera de foco pone el acento al lado social de la actualidad, y en los minutos finales se pone atención al mundo de las redes sociales
  - 22:00 Jueves. Santiago Martino presenta "SM Gourmet"; un programa semanal en el que en primer lugar, los protagonistas se subirán a bordo de un coche para dar a conocer algunos detalles de su vida profesional y personal.
  - 22:00 Viernes. Magazín nocturno de Rafaela Almeida. La Vida es Bella! es un magazine semanal de entretenimiento, actualidad y tendencias para toda la familia. Presentado por Rafaela Almeida, el programa ofrece cápsulas, consejos y novedades sobre cine, cultura, ocio, gastronomía, restauración, turismo, empresa, salud, moda, belleza y literatura. También incluye entrevistas con personas relevantes del país. Cuenta con reputados colaboradores y especialistas en sus temáticas.
- Sábados, domingos y festivos
  - Domingos y festivos
  - 10:00 Domingos. Santa Misa. Cada domingo retransmisión de la Santa Misa desde un municipio de Cantabria con reportajes de los municipios desde donde se celebra la Eucaristía.
  - 14:00 a 14:30 Telediario autonómico de Cantabria
  - 14:30 a 14:40 TRECE y Cope. Es noticia. Última hora de la actualidad informativa del día de la mano de la Cadena COPE.
  - 14:40 a 16:20 Grandes documentales de todo tipo.
  - 16:20 a 20:00 Sábados, Domingos y algunos festivos Deportes tradicionales de Cantabria (Bolos en Cantabria, Remo (deporte), Salto pasiego, Palu pasiego, Aluche (deporte), Carrera de belorta, Corta de troncos, Carreras de ollas, Juego de la soga, Tiro de palo y Palas (deporte).
  - 20:00 a 20:30 Telediario autonómico de Cantabria
  - 20:30 a 20:40 TRECE y Cope. Es noticia. Última hora de la actualidad informativa del día de la mano de la Cadena COPE